# کودا (موسیقی)

نشانهٔ کُدا که در نت‌نویسی استفاده می‌شود

کُودا (ایتالیایی: Coda، در زبان ایتالیایی به معنای دُم) پاساژی است که یک قطعهٔ موسیقی یا یک موومان را به پایان برده و جمع‌بندی می‌کند. کُدا از نظر تکنیکی یک کادانسِ گسترش‌یافته است. کُدا می‌تواند به سادگیِ چند میزان یا به پیچیدگیِ یک بخش کامل باشد.

## نمونه‌ها
- موتسارت، سمفونی شمارهٔ ۴۰ در سل مینور، موومان نخست
- بتهوون، سمفونی شمارهٔ ۵ در دو مینور، موومان نخست[۱]